# Masaki Terasoma
Masaki Terasoma (jap. てらそま まさき Terasoma Masaki; ur. 8 maja 1962 w Nishinomiyi) – japoński aktor i seiyū. Jego imię i nazwisko jest zapisywane również 寺杣 昌紀.

## Życiorys
Po skończeniu studiów Terasoma pracował początkowo jako nauczyciel wychowania fizycznego, jednak jego zainteresowanie aktorstwem i filmem pojawiło się już podczas edukacji w liceum, gdzie przypadkowo trafił do grupy teatralnej. Jako aktor zadebiutował w 1984, w tym samym roku wziął ślub. Pierwszą poważniejszą rolą Terasomy był głos głównego antagonisty w serialu Kamen Rider Black. Wielokrotnie pojawiał się na ekranie w serialach tokusatsu.
Terasoma pracuje jako seiyū dopiero od 2001 roku. Od tamtej pory jest głównie kojarzony z rolami Hidana w Naruto oraz Kintarosa w Kamen Rider Den-O. Za tę ostatnią otrzymał w 2008 nagrodę Seiyū Awards wraz z Kōjim Yusą, Toshihiko Sekim i Ken’ichim Suzumurą.
Aktor zapisuje swoje imię i nazwisko za pomocą hiragany, głównie z tego powodu, że wiele osób miało problem z odczytaniem drugiego znaku w jego nazwisku.

## Wybrane role
- Naruto – Hidan
- Kamen Rider Black – Shadow Moon
- Kamen Rider Den-O – Kintaros
- Tokkyū Shirei Solbrain – Cross 8000, Ryūichi Takaoka
- Kamen Rider Agito – Ryūji Tsukasa
- Samurai 7 – Kanbei
- Digimon Xros Wars – Knightmon
- D.N.Angel – Kosuke Niwa
- Golden Kamuy – Kiroranke